# Cappella della Grotta del Latte

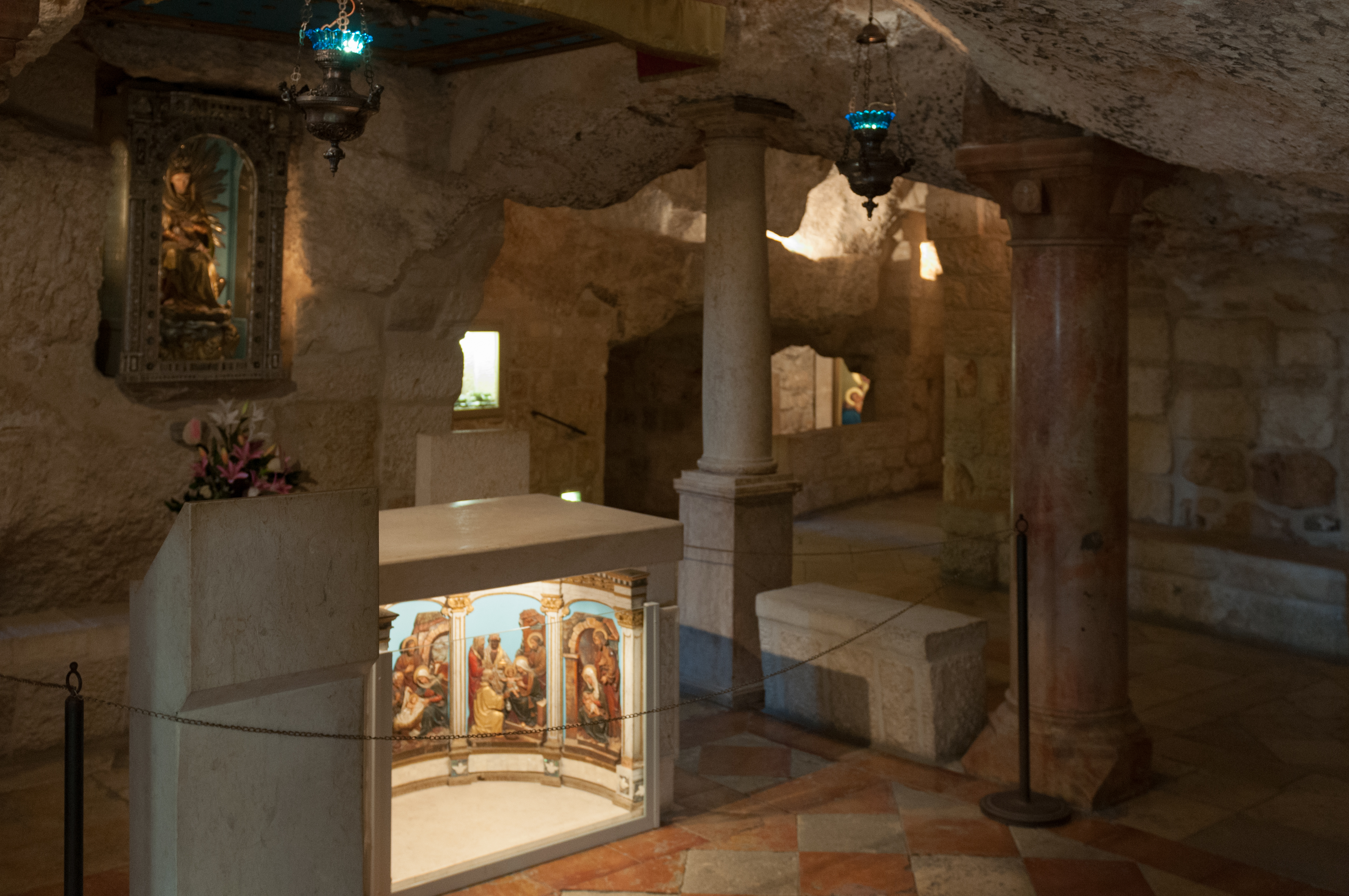
Interno della "Grotta del latte a Betlemme "

La grotta del latte, in latino Crypta lactea o Cryptea lactationis, in arabo Meharet Sitti Mariam (Grotta della Signora Maria), Magharât-as - Saiyidah, غارةآلسثئ‎ (Grotta della Madonna ), detta anche "Grotta della Vergine"; si trova fuori dalla città di Betlemme, non lontano dalla Basilica della Natività in Palestina.

## Storia della cappella

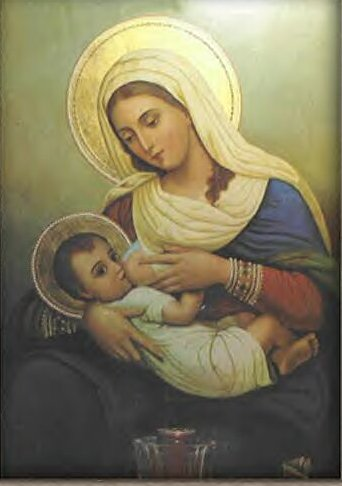
Antica immagine della "Madonna del Latte" di Betlemme custodita nella chiesa francescana del 1872

Tutte le donne della zona, ebree, cristiane e musulmane, da secoli hanno nutrito una grande devozione per questa grotta dove invocano la Vergine Maria per ottenere abbondante latte per i loro figli. Continua è stata la presenza di devoti che vi si recavano per recitare preghiere e raccogliere le reliquie note come "latte santo".
A parte alcune testimonianze molto antiche, la prima delle quali risale al VI secolo, sappiamo per certo che la grotta era venerata già prima dell’arrivo dei Crociati (Daniele – 1106).
In origine, fu costruita una chiesetta dedicata a San Nicola, e la chiesa e il monastero di San Paolo, che si trovavano proprio sopra la grotta, menzionata già nel XII secolo.
Dopo le Crociate, una comunità religiosa tenne desto lo speciale culto mariano fino al 1349-1353, epoca in cui i Musulmani danneggiarono gravemente monastero e chiesa.
Della ex chiesa bizantina del V secolo rimane solo una parte del pavimento a mosaico. Inoltre vi si trova un pozzo in cui, secondo la tradizione, la Beata Vergine veniva a lavare i pannolini del bambino Gesù, quando era nascosta nella Grotta del Latte.
I Francescani, dopo aver acquisito la grotta nel XIV secolo, attraverso una Bolla di autorizzazione da parte di Papa Gregorio XI nel 1375, costruirono una prima chiesa con annesso campanile. Successivamente ne costruirono una nuova, nel 1872. Nel 2007, infine, Fu restaurata la vecchia cappella e venne costruita un'ulteriore nuova cappella dedicata alla Theotokos. La nuova chiesa costruita sopra l'antica Grotta è opera degli architetti Luigi Leoni e Chiara Rovati. La costruzione è potuta avvenire grazie alle offerte dei fedeli italiani e slovacchi.
Dal 2007, si sono stabilite presso la grotta anche le Adoratrici perpetue del Santissimo Sacramento; le monache di quest'ordine sono vestite di bianco con un velo nero e uno scapolare rosso sul quale campeggia un ostensorio d'oro sul petto.

## Leggende
In una leggenda del VI secolo, si dice che questo sia il luogo nel quale la Madonna andò a nascondersi durante la strage degli innocenti, allontanadosi dalla Grotta della Natività, per mettere al riparo Gesù dai soldati di Erode, che volevano ucciderlo. Ben presto questo racconto scomparve, e venne sostituito dal seguente:
Avvertito in sogno da un angelo, la Sacra Famiglia fuggì lasciando la mangiatoia. Non avevano fatto ancora molta strada che, arrivati alla periferia di Betlemme, il Bambino Gesù già reclamava la poppata. Maria e il suo sposo decisero allora di nascondersi in una grotta lì vicina, nella quale la Vergine iniziò ad allattare. Il tempo passava e i soldati di Erode si stavano avvicinando; Giuseppe sollecitò la Vergine. Per la fretta, alcune gocce del suo latte caddero sul pavimento della grotta, la roccia di Betlemme, che tipicamente è rosa, in quel luogo divenne bianca.

## Descrizione

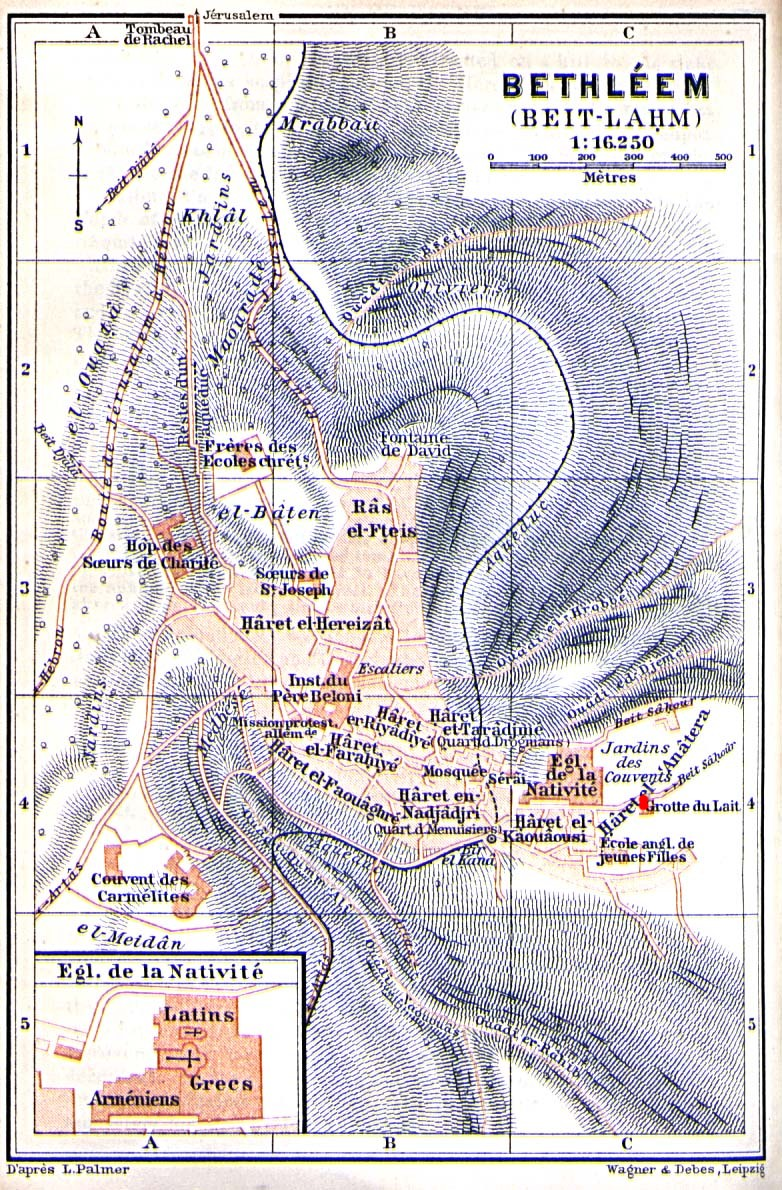
La posizione della Grotta è indicata dal punto rosso

La Cappella del latte è situata a tre metri di profondità rispetto al livello stradale ed è composta da tre grotte: si entra nella prima, piuttosto piccola, da uno stretto ingresso; la seconda si trova alla sua destra, e da questa si può raggiungere ad una terza, spaziosa e con un'alta volta sostenuta da colonne. Questa è la grotta del latte vera e propria dove si trova l'altare su cui si celebra l'Eucaristia; la messa viene trasmessa in televisione e con gli altri mezzi di comunicazione durante il periodo di Avvento. Sopra l'Altare, è custodita una statua in legno policromo che raffigura la Madonna che allatta il bambino. In fondo, ci sono delle nicchie che servivano da tombe, inclusa quella in cui la Vergine si sarebbe nascosta con Gesù Bambino. È una piccola nicchia più in basso che si raggiunge scendendo sei gradini; tre grandi pilastri sostengono la volta. Lì si trova anche un antico quadro con l'effigie della Madonna del Latte di Betlemme che è oggetto di particolare devozione da parte dei fedeli.La Festa della Madonna del Latte, in questa cappella, è celebrata il 2 gennaio di ogni anno.

## Reliquie
In Europa ed in Oriente, sin dal VI secolo, si ha notizia delle reliquie provenienti dalla grotta. Il tufo calcareo di cui sono formati pavimento e pareti della grotta, vennero trasformati durante i secoli. La roccia bianca veniva polverizzata, con l'aggiunta di acqua si formava una specie di gesso che poi veniva pressato in piccoli stampi, assumendo l'aspetto del latte coagulato e fu così che si diffuse nella cristianità come oggetto di devozione. Queste reliquie venivano chiamate "latte della Santissima Vergine", "latte della luna" o "latte della montagna". Questo modo di confezionare la polvere della grotta rimase in uso fino all’inizio del XIX secolo.
Il culto per questa reliquia si diffuse moltissimo, si credeva che fosse in grado di operare miracoli, soprattutto poteva far tornare il latte alle puerpere che erano rimaste senza o farlo venire a quelle donne che non ne avevano, ed era ritenuta anche molto efficace contro la sterilità. Moltissimi sono i luoghi dove vengono, o venivano custodite queste sante ampolle, una settantina circa, che per la maggior parte si trovano in Italia, Francia e Spagna.